# Tharlam Dolma
Changra Tharlam Dolma (tibétain : ལྕང་ར་ཐར་ལམ་སྒྲོལ་མ, Wylie : lcang ra thar lam sgrol ma) née le 1er septembre 1951 au Tibet, est une femme politique tibétaine, actuelle ministre de l'Éducation de l'administration centrale tibétaine.

## Biographie

### Famille
Tharlam Dolma Changra est issue d'une famille riche du Kongpo au Tibet. Son père, chef de sa région, a travaillé pour le gouvernement tibétain.
Alors qu'elle a huit ans, sa famille a suivi le 14e dalaï-lama en Inde en mars 1959.

### Éducation
Tharlam Dolma Changra a obtenu un baccalauréat ès arts du Teresian College et une maîtrise en économie à l'université de Mysore en 1975. Elle a obtenu son baccalauréat en éducation de l'école St. Joseph's à Mysore.

### Activités  professionnelles
Tharlma Dolma a travaillé pendant plus de 37 ans dans des écoles tibétaines, dont 14 ans en tant qu'enseignante dans les écoles primaires et secondaires supérieures. De 1991 à 1994, elle a été directrice du l'École centrale pour les Tibétains (CST) de Dalhousie, et de 1994 à 2003, et de nouveau de 2005 à 2009, elle a été directrice du CST de Bylakuppe. De 2009 à 2010, elle a été directrice de l'école du camp de Dekyi Larso à Bylakuppe. De 2003 à 2005, et à nouveau de 2010 à 2013, elle a été directrice du CST de Mundgod. Elle a pris sa retraite en 2013. 
Mme Tharlam a été choisie par le dalaï-lama en 1996 pour devenir membre nommée de l'Assemblée des députés du peuple tibétain, le Parlement tibétain en exil. Bien que déterminée à servir sa communauté
à quelque titre que ce soit, Mme Tharlam n'a pu se résoudre à accepter l'honneur. Le dalaï-lama lui a alors demandé de
continuer dans l'éducation « et travailler avec zèle et dévouement ».
Tharlam Dolma a également été membre du comité central de l'Association régionale des femmes tibétaines de Bylakuppe et membre du conseil d'administration de la Dalhousie Public School et de la Dalhousie Hilltop School, Dalhousie (en). En 2013, elle a reçu le prestigieux prix national des enseignants des mains du président Abdul Kalam. Depuis 2011, elle est membre du conseil et du comité consultatif de l'éducation du ministère de l'Éducation, et est également membre du conseil d'administration de l'institut du Dalaï Lama basé à Bangalore.
Tharlam Dolma, nommée ministre de d'éducation, est avec Dolma Gyari et Norzin Dolma, une des trois femmes nommées au 16e kashag, le cabinet de Penpa Tsering. Elle a officiellement pris ses fonctions après avoir prêté serment le 10 novembre 2021.